# Nyugati pályaudvar (metropolitana di Budapest)
Nyugati pályaudvar è una stazione della linea M3 della metropolitana di Budapest.

## Storia
La stazione della metropolitana è operativa dal 30 dicembre 1981, giorno in cui aprì il prolungamento fra Deák Ferenc tér e la stessa Nyugati. Fino all'anno 1990 il suo nome è stato Marx tér (piazza Marx).

## Strutture e impianti
È localizzata ai confini dei distretti V, VI e XIII, mentre sul percorso  giace tra le fermate Arany János utca e Lehel tér.
La banchina e i binari sono posti ad una profondità di oltre 25 metri sotto il livello del suolo.

## Interscambi
La fermata costituisce un importante interscambio con la stazione ferroviaria di Budapest Occidentale.
Nelle vicinanze della stazione effettuano fermata numerose linee urbane automobilistiche, filoviarie e tranviarie, gestite da BKV.
- Stazione ferroviaria (Budapest Occidentale)
- Fermata tram
- Fermata filobus
- Fermata autobus